# 谷朗碑

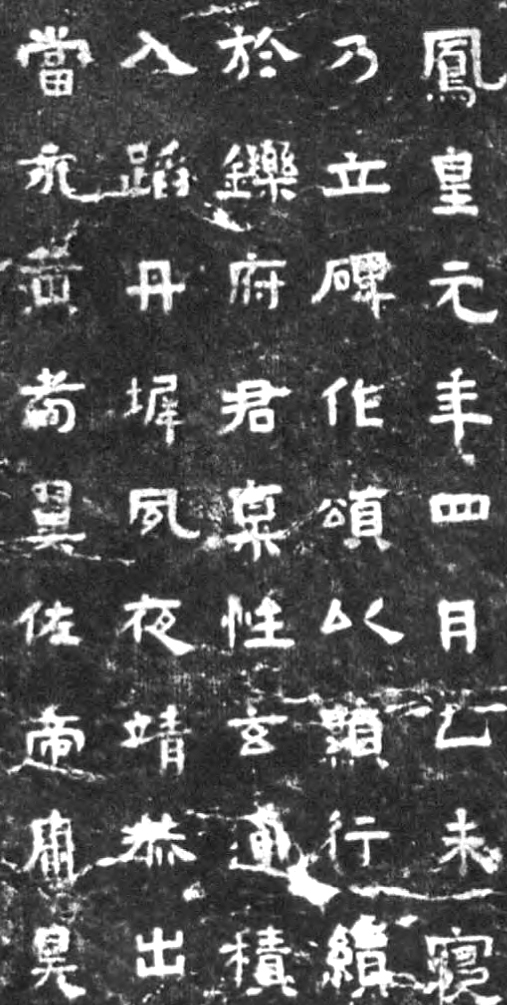
谷朗碑

谷朗碑（こくろうひ）は、中国の三国時代の呉で鳳凰元年（272年）に建てられた地元官吏の谷朗の墓碑。
碑は一時谷朗を祀った廟に安置されていたが、後に移されて北にある杜甫の廟に収められているという。

## 被葬者と建碑の事情
被葬者である谷朗は正史に記録がないが、碑文によれば字を義先（ぎせん）といい、没年から逆算すると建安23年（218年）に桂陽郡の耒陽県に生まれた。呉に仕官し、中央と地方で務めた後、九真郡（現在のベトナム・ハノイ周辺）の太守となり、善政を布いた。しかし鳳凰元年（272年）4月に病により死去した。
建碑の詳しい経緯は不明であるが、その遺体は生まれ故郷の耒陽県に運ばれ、埋葬の際にこの碑が建てられることになったとみられる。これが「谷朗碑」である。

## 碑文と書風

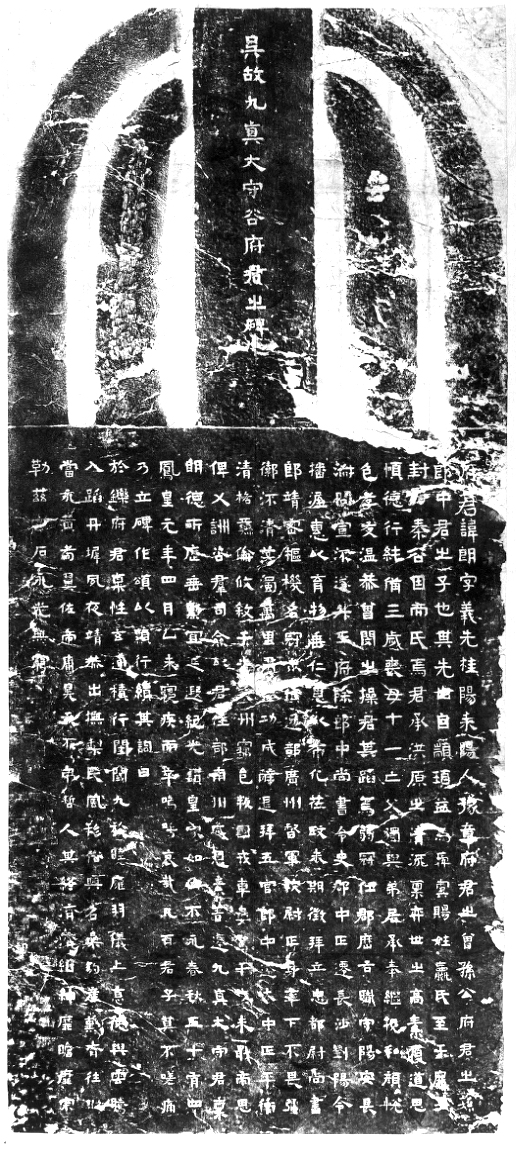
「谷朗碑」の全体像

碑文は楷書に酷似した書体で1行24字、全18行。碑額には本文と同じ楷書調の書体で「呉故九眞太守谷府君之碑」と記されている。碑の状態は極めてよいが、拓本を見ると摩滅した文字がある時期から復活するなど後から覆刻した形跡があり、事実清代の道光11年（1831年）に県令が碑を改修したとの記録がある。このため、刻された当時の姿のままではないと考えられている。
内容は被葬者の谷朗の系譜を語った後、生前の業績を記し、最後に讃をつけるという典型的な墓碑銘・墓誌銘のスタイルをとる。
書風については、一見すると楷書に見えるが、現在では完全な楷書ではなく前代の隷書の影響が強くみられる書体とされ、その書体史上の解釈については諸説あって定説がない（後述）。また異体字の極めて多い碑でもある。

## 研究と評価
この碑は既に北宋代から知られており、多くの拓本集に収録されていた。しかし、一般的に知られるようになったのは清代に考証学が発達し、金石学の研究が始まってからである。
研究での争点は、同碑の書体に関することに集中している。この時期は隷書から楷書への移り変わりがあった時期であったが、相次ぐ戦乱のために書蹟の残存が極めて悪く、移行の経緯がほとんど不明な状態であった。このため、同時代の碑はすべて一度は「移行期を反映する碑」としての研究の洗礼を受けることになったのである。
この碑もやはり隷書と楷書の中間的書体であることから、一旦は「過渡期の碑」という見方になった。その中で隷書寄りであるか楷書寄りであるかも争点となり、「漢代からそれほど遠くない時代なので隷書寄りである」「隷書にしては楷書のにおいが強いので楷書寄りである」と綱引き状態になった。
後に「過渡期の碑」とする見方は同時代の楷書の書蹟が大量に発見され、この時期既に楷書が成立していたことが証明されたことから「字体こそ中間的だが過渡期を反映したものではない」という結論になった。しかしそれでも隷書寄りか楷書寄りかの問題は残されてしまい、今も決着をみていない。